# Lune du chasseur

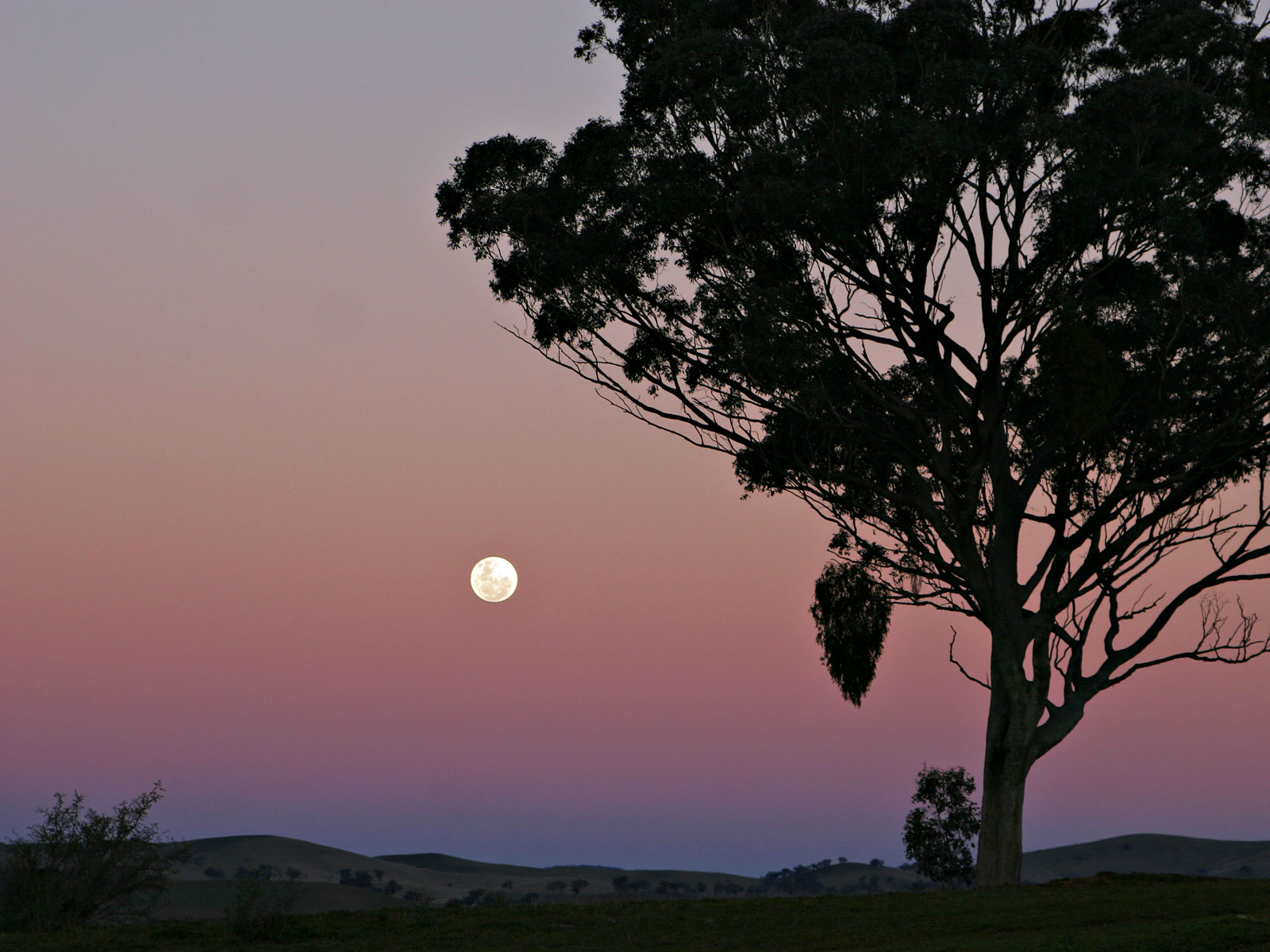
Lever de pleine lune.

Dans l'hémisphère nord, la lune du chasseur réfère à la première pleine lune suivant la Lune des moissons. Elle a généralement lieu en octobre[réf. souhaitée].

## Historique
La lune du chasseur est nommée d'après les conditions propices que le clair de lune donne aux chasseurs d'oiseaux migrateurs dans le nord de l'Europe. Le nom est également attribué aux amérindiens pour désigner une étape de la chasse d'automne, moment où l'on fait des réserves pour l'hiver à venir. 
Par le passé, la lune du chasseur était l'occasion de fêtes. Les célébrations se sont atténuées à partir du XIXe siècle[réf. souhaitée].